# Дюстер, Сара
Сара Дюстер (нем. Sarah Düster, род. 10 июля 1982, Ванген-им-Алльгой, Баден-Вюртемберг) — немецкая профессиональная велогонщица.

## Карьера
Она начала заниматься велоспортом в 1994 году и добилась определённых успехов в молодёжных категориях. В 1997 году она заняла третье место на чемпионате Германии по шоссейному велоспорту среди кадетов и победила в нескольких дисциплинах на национальном чемпионате по трековому велоспорту. В следующем году она заняла второе место на чемпионате Германии по шоссейному велоспорту среди юниоров. В 2000 году она выиграла национальный титул в индивидуальной гонке среди юниоров. В том же году Сара Дюстер заняла восьмое место в индивидуальной гонке Чемпионата мира по шоссейному велоспорту среди юниоров. В 2001 и 2002 годах она выступала за команду Штутгарта. В 2002 году она выиграла молодёжную классификацию на Туре Тюрингии. В следующем году она выиграла Кубок Германии. В 2003 году она присоединилась к команде Redbull Frankfurt. В 2005 году она присоединилась к команде Therme Skin Care. Она занимала почётные места на различных этапах международных гонок. В дополнение к велоспорту она получила педагогическое образование в период с 2002 по 2006 годы.
С 2006 по 2010 год Сара Дюстер выступала за команду Univega Pro Cycling Team, которая периодически меняла своё наименование. В 2006 году она заняла четвёртое место в Хроно Наций. В 2007 году она заняла шестое место в Опен Воргорда RR и такое же место в Хроно Наций. В 2008 и 2009 годах вместе со своими товарищами по команде она выиграла командную гонку Опен Воргорда TTT. В 2009 году она выиграла Трофео Коста Этруска II в Монтескудайо, опередив пелотон на шесть секунд. В апреле она выиграла Гран-при Доттиньи с отрывом в тридцать восемь секунд от Трикси Воррак. На этапе Кубка мира в Туре Дренте она ушла в отрыв и финишировала четвёртой.
На чемпионате мира 2009 года она не смогла стартовать, потому что федерация забыла зарегистрировать её для участия в соревнованиях. На следующий год она снова прошла отбор, но не смогла приступить к работе из-за падения на тренировке. В 2010 году она выиграла этап в Туре Тюрингии и пролог Рут де Франс феминин, где также заняла десятое место в общем зачёте. Сара Дюстер участвовала в групповой гонке Чемпионата мира по шоссейному велоспорту 2011 года, где заняла 56 место. В том же году она выступала за команду Nederland Bloeit, которая в 2012 году была переименована в Stichting Rabo Women.
В конце 2012 года она ушла из спорта.

## Личная жизнь
Её отец Роланд работает продавцом, а мать Марита — домохозяйка. Её брат Маркус — тоже велосипедист.

## Достижения
2000
- Чемпионат Германии по шоссейному велоспорту[англ.] среди юниоров — индивидуальная гонка
- 8-я в Чемпионате мира по шоссейному велоспорту среди юниоров[фр.] — индивидуальная гонка

2003
- 3-я в Женском Туре — на приз Чешской Швейцарии

2005
- 9-я в Туре Нюрнберга (Кубок мира)

2007
- Пролог Тура Тюрингии (командная гонка с раздельным стартом)
- 6-я в Опен Воргорда RR (Кубок мира)

2008
- Опен Воргорда TTT (Кубок мира)
- 3-я в Женском Туре — на приз Чешской Швейцарии

2009
- Опен Воргорда TTT (Кубок мира)
- Гран-при Доттиньи
- Трофео Коста Этруска II
- Блауэ Стад TTT
- 4-я в Туре Дренте (Кубок мира)

2010
- Пролог Рут де Франс феминин
- 5-й этап Тура Тюрингии
- 3-я в Женском Туре — на приз Чешской Швейцарии
- 6-я в Туре Дренте (Кубок мира)

2011
- 3-я в Стер Зеувс Эйанден

2012
- 3-я в Омлоп ван Борселе

### Статистика выступления наГранд-турах
| Гонка / Год | 2007  | 2008 | 2009 | 2010 | 2011 |
| ----------- | ----- | ---- | ---- | ---- | ---- |
| Джиро Роза  | DNF-5 | —    | 74   | —    | 92   |

## Рейтинги
| Год                 | 2009 | 2010 | 2011 | 2012 |
| ------------------- | ---- | ---- | ---- | ---- |
| Мировой рейтинг UCI | 30-й | 35-й | 77-й | 97-й |
|                     |      |      |      |      |
| Источник: UCI       |      |      |      |      |